# 19-а танкова дивизия (Вермахт)
19-а танкова дивизия е една от танковите дивизии на Вермахта по време на Втората световна война.

## История
19-а танкова дивизия е сформирана през октомври 1940 г. През юни 1941 г. участва в нападението на Съветския съюз, като част от група армии „Център“. През април 1943 г. дивизията е прехвърлена към група армии „Юг“. През юли същата година понася тежки загуби по време на неуспешната офанзива към Белгород. През март 1944 г. участва в тежките боеве по време на отстъплението през Украйна. Между юли 1944 и януари 1945 г. е разположена в Източна Прусия. През януари и февруари участва в бойните действия при плацдарма край Баранов, близо да Бреслау. След това е прехвърлена на юг към Бохемия, където се предава през май.

## Командири
- Генерал на танковите войски Ото фон Кнобелсдорф – (1 ноември 1940 – 5 януари 1942 г.)
- Генерал-лейтенант Густав Шмит – (5 януари 1942 – 7 август 1943 г.)
- Генерал-лейтенант Ханс Калнер – (7 август 1943 – 28 март 1944 г.)
- Генерал-лейтенант Валтер Денкерт – (28 март 1944 – ? май 1944 г.)
- Генерал-лейтенант Ханс Калнер – (? май 1944 – 22 март 1945 г.)
- Генерал-майор Ханс-Йоахим Декерт – (22 март 1945 – 8 май 1945 г.)

## Носители на награди
- Носители на тока за близък бой, златна (9)
- Носители на свидетелство за похвала от главнокомандващия на армията (15)
- Носители на Германски кръст, златен (119)
- Носители на Германски кръст, сребърен (4)
- Носители на почетна кръгла тока на сухопътните части (29)
- Носители на Рицарски кръст (45, включително един непотвърден)